# Убийствена любов
Killer love (на български: Убийствена любов) е дебютния албум на поп и R'n'B певицата Никол Шерцингер, издаден на 18 март 2011 г. от Interscope Records.
Шерзингер започва да записва песни за своя първи самостоятелен албум, под заглавие Her Name Is Nicole (Нейното име е Никол) още през 2005 г., но поради неуспеха на първите излъчени песни, певицата сама взима решение да не го издава. През 2009 г. заедно с преиздаването на албума на Пусикет долс Doll Domination, Шерзингер подписва договор с музикалната компания Red One за продуциране на неин нов проект. Албумът е официално издаден в Европа още в началото на 2011 г., но предстои неговото преиздаване на 14 ноември 2011 г. и официалния му дебют в САЩ на 6 декември 2011 г.